# Perreo

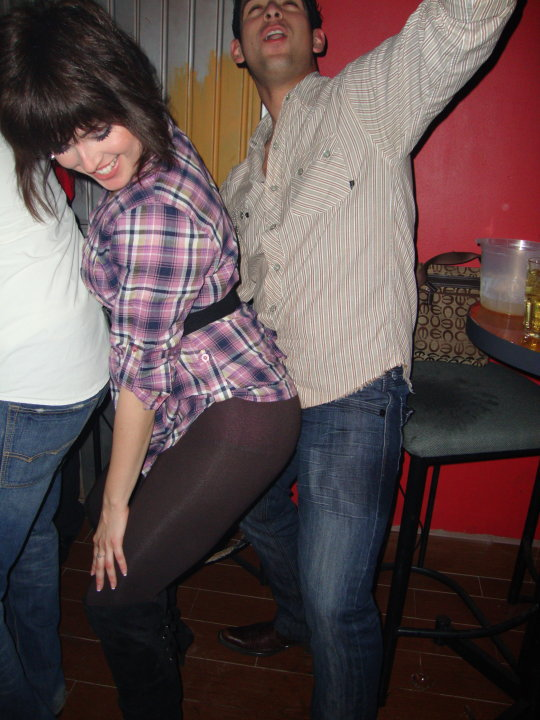
Ejemplo de perreo. Una de las posiciones más típicas.

El perreo o twerking es un estilo de baile originado en Puerto Rico. Puede ser rápido y agresivo o lento. En cualquier caso, la actitud de los participantes es de bailar con movimientos de cadera y muslos hasta abajo. Puede haber varios tipos de perreo por parejas o grupales. La Real Academia Española lo define como " Baile que se ejecuta generalmente a ritmo de reguetón, con eróticos movimientos de caderas, y en el que, cuando se baila por parejas, el hombre se coloca habitualmente detrás de la mujer con los cuerpos muy juntos".

## Etimología
La danza se conoce como perrear, por imitación de los movimientos del coito en la postura del perro. El nombre debió popularizarse a fines de la década de 1990, aunque diferentes fuentes señalan orígenes y tiempos distintos. Otra versión es que toma su nombre del movimiento característico de apareamiento de muchos animales, especialmente de la forma y movimiento en que los canes machos se acoplan encima de la hembra. El baile también es denominado frecuentemente mediante la metáfora «sexo vestido, sexo con ropa o faje».

### Términos relacionados
También se emplea el verbo perrear, un neologismo, que significa «bailar perreo». Al hombre que baila perreo se le llama «perro» y a la mujer «perra», y más raramente «gata». Este nombre es fuente de muchos juegos de palabras, como por ejemplo «el perro entre las gatas». A las estríperes que bailan perreo se las denomina «gata sandunguera». Al igual que en Cuba se le denomina «culipandeo», relacionándolo con el acto sexual, ya que estos tres países se caracterizan por tener una forma de baile muy peculiar y original, también en la República Dominicana y Puerto Rico se caracterizan por esto. La forma de culipandeo de estas tres naciones se caracteriza por expresar seducción a la pareja con movimientos suaves y muy sensuales.
En 1999, el origen de esta palabra se dio en el programa radial "El Despelote", y el locutor radial Roque José Gallart Ortiz más conocido como Rocky The Kid fue el que la inventó y la popularizó. esta palabra se utilizaba para describir cuando uno tenía una cita amorosa, a la cual le llamaban "perreo".  
El también actor, Gallart; explicó lo siguiente: "Cuando usamos perreo por primera vez en Puerto Rico fue en El Despelote con Rocky, Tony y Billy y el término perreo era cuando uno tenía un date (cita) con una chica, uno decía -diablo mano tengo un perreo esta noche- al aire empezamos a usar perreo y al año y medio después, el género urbano lo adoptó como perreo "cuando bailabas con la chica", "cuando le dabas por detrás a una chica, ahí pega’o" eso era el perreo.

### Términos en inglés
El nombre grinding (en inglés «moler» o «picar») proviene de que los que bailan mueven su pelvis en un movimiento rítmico (como al moler, o picar) friccionándose con las de los demás. Twerking; que según el diccionario Oxford English Dictionary, es un término de la cultura popular actual recientemente agregado de manera oficial al idioma inglés, que significa bailar música de manera sexualmente provocativa, lo que incluye una postura en cuclillas y movimientos de empuje de caderas; en referencia a su etimología, se presume que su origen tuviera lugar en el siglo XIX, producto de una fusión entre twich o twist, que significan 'contracción' o 'torsión', y jerk, que quiere decir 'movimiento rápido o espasmódico', todo lo cual podríamos traducir como 'movimiento de sacudidas'. Booty dancing (similar a «bailar con el culo») viene de la expresión jerga afroamericana booty («culo», «coño», «sexo»). Bumping («impacto»), freak dancing («baile desenfrenado») y houseing (del estilo musical House) se utilizan con menos frecuencia.

## Origen del baile
El baile es una parte esencial en la música del caribe y en la música con bajo, es en la música dancehall originaria de Jamaica a finales de la década de los 70 y comienzos de los 80, donde los bailarines creaban coreografías y movimientos nuevos para cada canción, creando durante la década de los 80 una cantidad de pasos y movimientos siendo uno el particular movimiento pélvico entre parejas con fuerte connotaciones del acto sexual, el dancehall se extiende a final de los 80 por todo el caribe inspirando la creación de géneros similares adaptados en diferentes países así como los bailes en la década de los 90.
Otra inspiración dentro del círculo cultural, de música y fiestas en la región caribe, es la cultura hip hop en donde se originó el twerking en la ciudad de Nueva Orleans a finales de los 80, realizado tanto por hombres como por mujeres. Respecto al sandungueo el autor Jan Fairley sugirió que este estilo de baile, junto con otros movimientos de timba como despelote, tembleque y subasta de la cintura, en los que la mujer tiene el control y el foco principal del baile, se puede rastrear hasta el nivel económico de Cuba en la década de 1990 y a las formas coreográficas de baile de música popular de ese período, particularmente en relación con la timba afrocubana.
El perreo es una variación de los movimientos creados en torno a la influencia del dancehall y hip hop, variación que se originó probablemente[cita requerida] a finales de la década de 1990 en Puerto Rico, pero se extendió rápidamente a otros países cercanos como República Dominicana, Cuba, Colombia, Venezuela abarcando así, actualmente, casi la mayoría de los países de habla hispana. El objetivo del baile es realizar representaciones provocativas del acto sexual contra las costumbres aceptadas por la sociedad. En cualquier caso, la actitud de los participantes es de bailar como si estuvieran tratando de seducir a la pareja en medio de la pista de baile con movimientos lascivos y sensuales.[cita requerida]
Desde República Dominicana se extendió rápidamente a Cuba y, a través de turistas, a los Estados Unidos.[cita requerida]
En la actualidad el baile se practica principalmente en Latinoamérica, particularmente por toda la República Dominicana, Puerto Rico, Jamaica, Trinidad y Tobago y en Cuba, así como en los lugares de Estados Unidos y España en los que también se practica el merengue o la salsa: Los Ángeles, Nueva York y Miami; ciudades con grandes comunidades hispanas.

## Movimientos
El perreo consiste prácticamente en imitar el acto sexual, aunque algunos han tratado de hacer una cierta sistematización. Sin embargo hay unas normas no escritas de la apariencia que debe de tener el baile para que se le llame perreo.
Las técnicas fueron adoptadas por el perreo a partir de los vídeos musicales del reguetón: las rodillas ligeramente flexionadas, un/a bailarín/a tiene movimientos sueltos y realiza gestos típicos, y otro/a le provoca agitando vigorosamente las caderas. Algunos pasos se han tomado prestados de bailes latinoamericanos más antiguos como la salsa y el merengue, en los que también se encuentran contoneos de cadera y el descender flexionando las rodillas para luego subir.
Además, incorpora movimientos tomados de diferentes posturas sexuales:  se arrima desde atrás a la pareja y ajustan y frotan sus caderas y genitales, se agacha delante de la pareja de baile para colocarse como los perros en la cópula, se ponen frente a frente y abrazan los muslos del compañero/a con los propios, uno/a se tumba en el suelo y el otro/a se arrodilla sentándose sobre su pelvis y mueve su cadera en círculos; las posturas en el perreo sólo están limitadas por lo que se permitan los participantes y su agilidad.

## Protestas y provocación
Al contrario que en otros estilos de baile el contacto genital no sólo está permitido sino que incluso se busca explícitamente.
En el año 2000 se falló una sentencia del Tribunal Supremo en Atlanta con cierta polémica: El club juvenil «Market» fue cerrado, sus directores (Cliff Levingston y Taylor Williams) fueron llevados a prisión. El desencadenante fue el organizar sesiones de baile en los que menores –algunos niños de diez años– practicaban booty dancing. En diferentes escuelas se cancelaron o prohibieron sesiones de baile porque los jóvenes bailaban grinding. Y aunque el estilo de baile de connotaciones sexuales como el booty dancing en la jurisdicción estadounidense no fue ni cuestionado ni aprobado por su similitud con la cópula, «pudo sin embargo fomentar los prejuicios, particularmente concernientes a la promiscuidad» y erosionar así la credibilidad de los testigos en un juicio con jurado.
En la Argentina, Showmatch, el programa de mayor éxito del país, recibió denuncias por presentar niños de 9 y 10 años bailando perreo.